# Ein Bokek
Ein Bokek (hebreo: עֵין בּוֹקֵק: עֵין בּוֹקֵק) es un complejo turístico formado por varios hoteles. El resort se encuentra en la costa israelí del mar Muerto, cerca de Neve Zohar. Esta bajo la jurisdicción del Concejo Regional de Tamar.

## Historia
Los hallazgos arqueológicos en Ein Bokek incluyen las ruinas de Metzad Bokek, una pequeña fortaleza de la era romana que domina la carretera principal, y los restos de una antigua fábrica de perfumes y medicinas parcialmente reconstruida. El Bokek Stream, por el cual se nombra al distrito, es un desfiladero parecido a un cañón con manantiales de agua y fauna y flora únicas.
El primer hotel fue construido en 1960. En 2000, catorce hoteles operaban en Ein Bokek, ofreciendo varios tipos de spas y tratamientos de salud del Mar Muerto.
Las Termas de Zohar (en hebreo: חמי זוהר‎: , Hamei Zohar) se encuentran a tres kilómetros al sur de Ein Bokek. Rico en azufre, se cree que el agua es particularmente beneficiosa en el tratamiento de dolencias musculares, enfermedades de las articulaciones y alergias.
El cajero automático instalado más bajo del mundo está en Ein Bokek; fue instalado independientemente en una tienda de abarrotes a 421 metros (1381 pies) bajo el nivel del mar.